# Royal Institute of British Architects
Le Royal Institute of British Architects ou RIBA (en français : « Institut royal des architectes britanniques ») est un organisme professionnel pour les architectes au Royaume-Uni. Appelé à l'origine Institut des architectes britanniques à Londres, il a été formé en 1834 par plusieurs architectes de renom, notamment Philip Hardwick, Thomas Allom, William Donthorne, Thomas Leverton Donaldson, John Buonarotti Papworth et Thomas de Grey. Il a reçu une charte royale en 1837, devenant ainsi l'Institut royal des architectes britanniques à Londres ; la référence à Londres ne fut supprimée qu'en 1892.
Le RIBA est une organisation regroupant 44 000 membres agréés ; ceux-ci sont autorisés à porter le titre d'architecte agréé et de joindre le sigle RIBA à leur nom, les membres étudiants n'étant pas autorisés à le faire. Auparavant, des bourses étaient attribuées aux compagnons ; ceux-ci pouvaient également ajouter FRIBA à leur signature
Le siège de l’association est basé au 66, Portland Place, à Londres, un bâtiment classé et conçu par l'architecte George Grey Wornum avec des sculptures d'Edward Bainbridge Copnall et James Woodford. L'Institut gère également une douzaine de bureaux régionaux à travers le Royaume-Uni. Certaines parties de l'édifice de Londres sont ouvertes au public, y compris les salles d'exposition et la bibliothèque où sont notamment conservés les travaux de ses membres. Un café, un restaurant, des salles de conférences et des salles sont dédiés à des manifestations particulières.

## La Bibliothèque

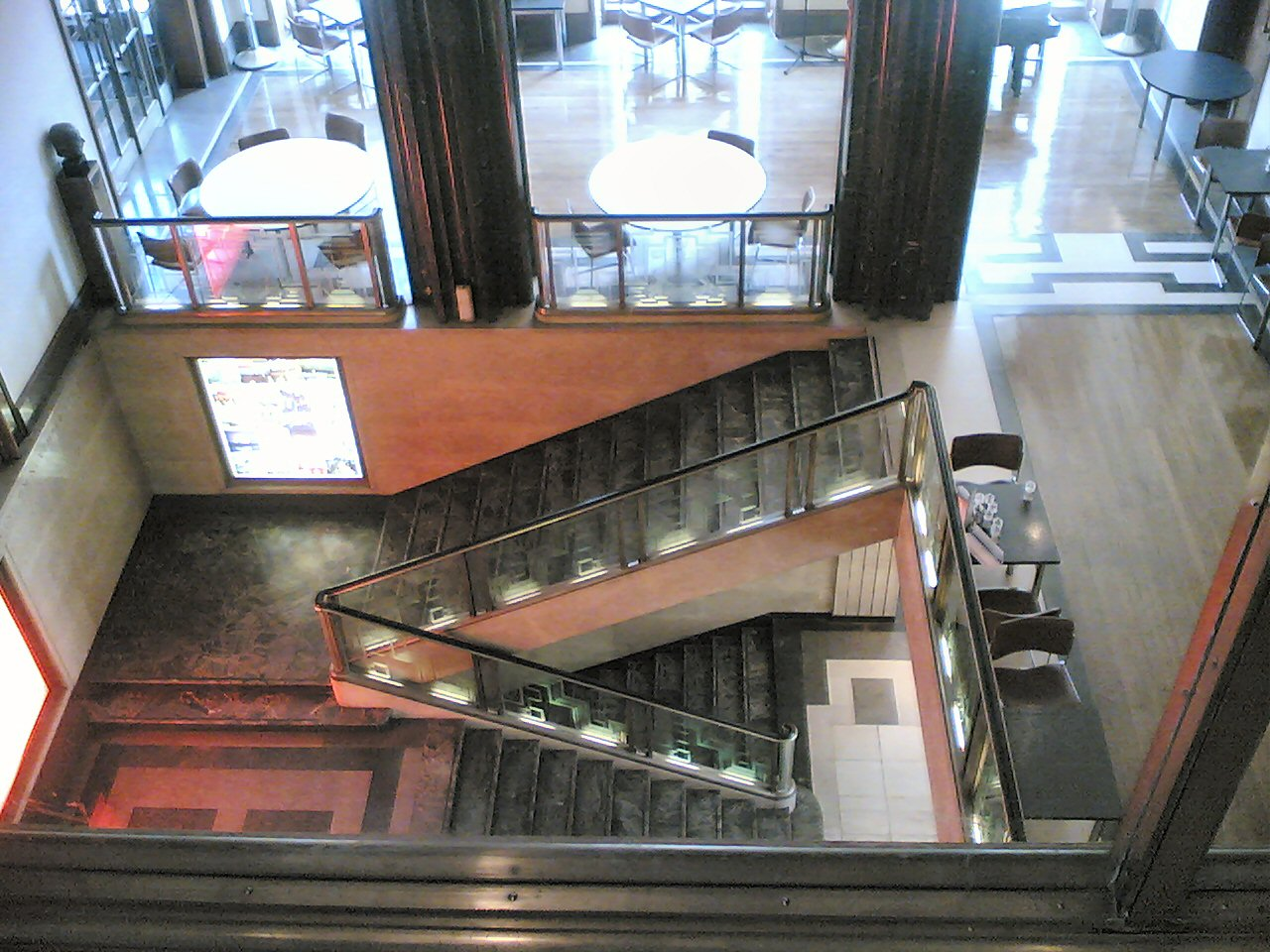
Intérieur de la bibliothèque.

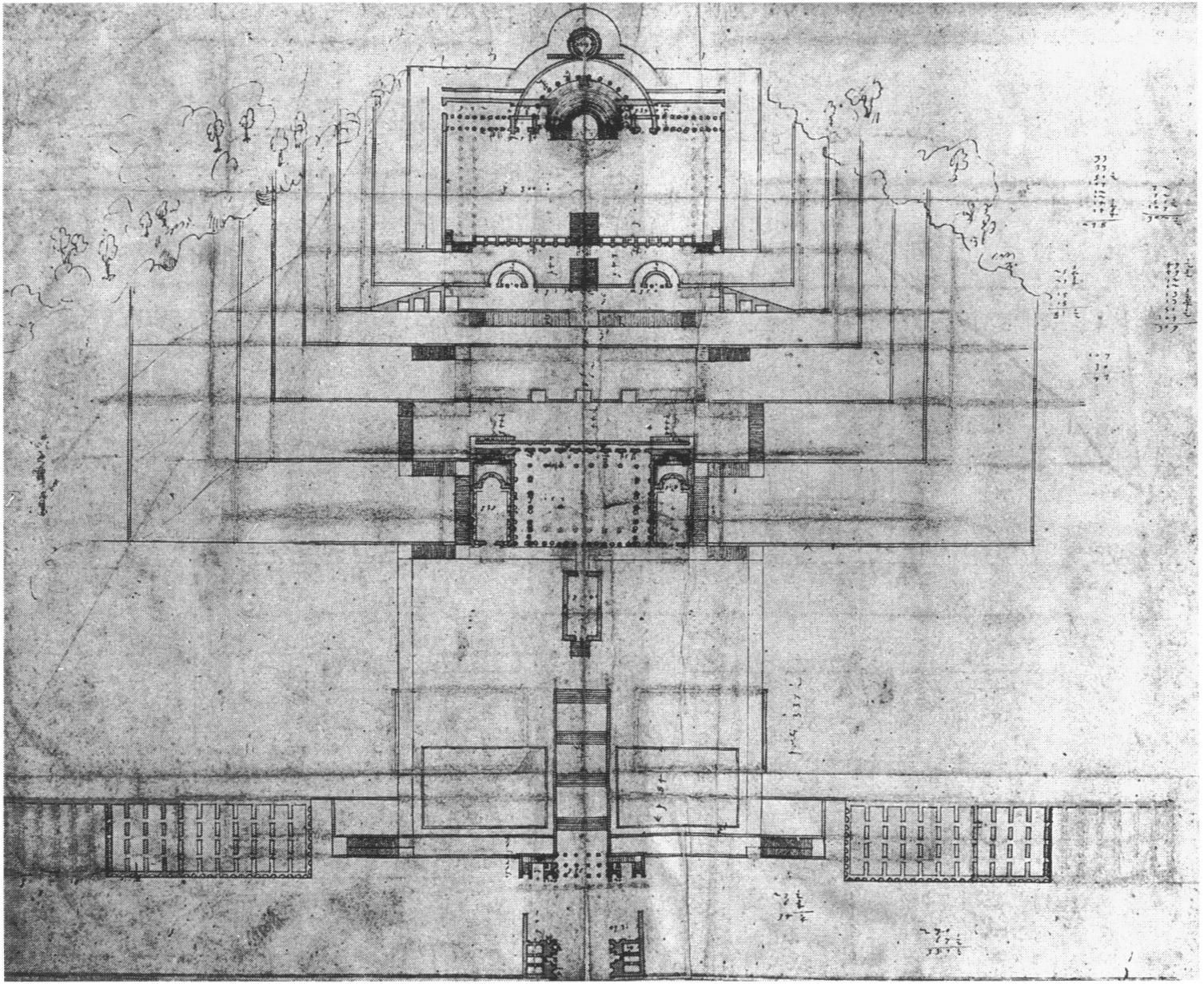
Plan du sanctuaire de Préneste, conservé dans la bibliothèque.

Créée en 1834 lors de la fondation de l'Institut, la Bibliothèque du RIBA, également connue sous le nom British Architectural Library, est l'une des plus importantes bibliothèques d'architecture dans le monde avec plus de quatre millions d'articles. En plus de ses collections de livres et de revues, dont certaines remontent à 1478, elle possède des collections très importantes de photographies qui comprennent les travaux de maîtres du XXe siècle tels que Eric de Maré, John Maltby, John Donat et Henk Snoek, des collections de dessins et de manuscrits d'architectes britanniques et internationaux tels que Andrea Palladio, Augustus Pugin, Ernő Goldfinger, Frank Lloyd Wright, Le Corbusier, Ludwig Mies van der Rohe, Charles Holden et Sir Christopher Wren. La bibliothèque possède également des portraits et des modèles architecturaux.
Des articles de la collection sont exposés au public en permanence au Victoria and Albert Museum, dans la galerie dédiée à l'architecture. Les documents de la bibliothèque sont parfois exposés dans les musées et les galeries à travers le monde, plus récemment dans l'exposition Palladio et son héritage : Un voyage transatlantique à la Morgan Library, à New York.
La bibliothèque est située au troisième étage du siège du RIBA et est ouverte gratuitement au public. Elle a conservé son style original Art déco, conçu par l'architecte de l'immeuble, George Grey Wornum.

## Distinctions
Le Royal Institute of British Architects décerne annuellement de nombreux prix dont le prix Stirling, pour la meilleure construction de l'année, la Royal Gold Medal, qui rend hommage à un organisme unique de travail, et le prix Stephen Lawrence pour les projets avec un budget de construction de moins de 500 000 £. Le RIBA décerne également la Médaille du Président pour le travail de ses plus brillants élèves, cette récompense étant considérée comme l'une des plus prestigieuses en matière d'enseignement de l'architecture. Le prix européen du RIBA a été inauguré en 2005 pour récompenser les meilleurs travaux réalisés dans l'Union européenne, en dehors du Royaume-Uni. Le RIBA National Award et le prix international du RIBA ont été ajoutés à la liste des distinctions accordées en 2007.

## Désignation des membres
- PRIBA : Président du Royal Institute of British Architects
- ARIBA : Associé du Royal Institute of British Architects (n'est plus usité)
- FRIBA : Compagnon « Fellow » du Royal Institute of British Architects (et titre honorifique)
- RIBA : Membre agréé du Royal Institute of British Architects

## Prospective
le RIBA s'intéresse aussi aux évolutions possibles des applications de l'intelligence artificielle dans l'architecture et le métier d'architecte, notamment avec l'apparition de l'Intelligence artificielle générative, thème qu'elle a traité dans un rapport basé sur une enquête conduite auprès de plus de 500 de ses membres. Ce rapport traite des usages actuels et futurs de l'IA, de ses implications, risques et opportunités pour les secteurs de l’architecture et de la construction, des questions éthiques qu'elle pose en architecture, avec notamment le jumeau numérique. Le RIBA s'est engagé à suivre les développements de l’IA, pour notamment donner des avis d’experts et des conseils sur le sujet, via un groupe consultatif d’experts (GCE).